# Altbacken

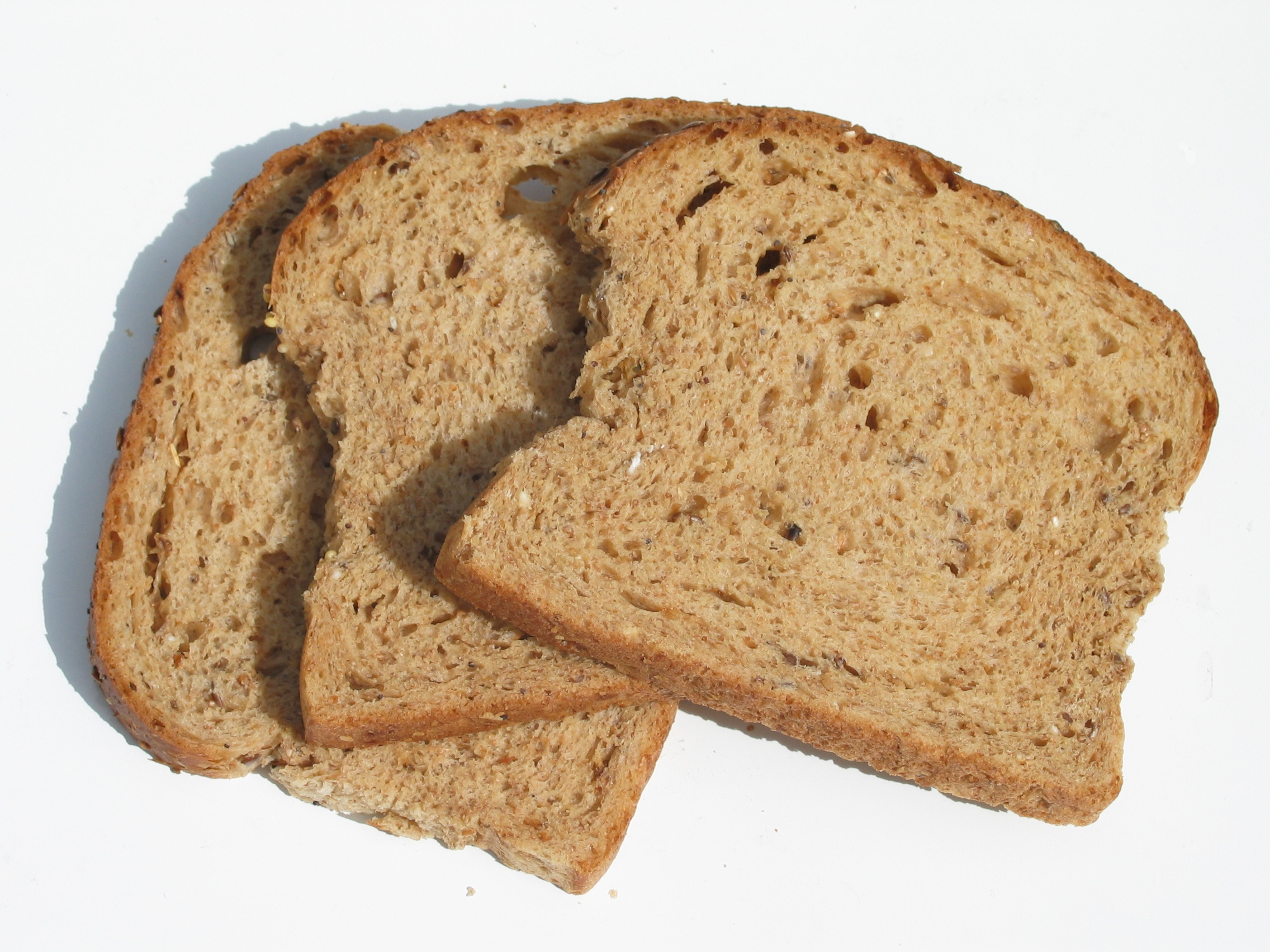
Altbackenes Brot

Als altbacken bezeichnet man den Zustand nicht mehr frischer, aber noch genießbarer Backwaren, bei denen die Veränderungen von Aussehen, Elastizität der Krume, Geschmack und anderem den Genusswert erheblich beeinträchtigen. Den Vorgang der Alterung von Gebäcken nennt man „Altbackenwerden“.
Das Gebäck wird durch folgende Vorgänge altbacken:
- Aromastoffe, die im ofenfrischen Brot in gasförmigem Zustand vorkommen, verflüchtigen sich teilweise durch die Brotkruste oder werden stetig von den Helices der Amylosen eingeschlossen bzw. von Proteinen aufgenommen.
- Flüssigkeit wandert von der Krume zur Kruste; die Kruste verliert ihre Rösche (Knusprigkeit) und wird weich, bevor diese Feuchtigkeit verdampft, wonach die Kruste hart wird. Das Produkt verliert an Gewicht.
- Die Krume wird fester, verliert ihre Saftigkeit, wobei die Elastizität verlorengeht. Wasser verdunstet, die Backwaren verlieren Gewicht. Die Krume wird zuerst bröckelig, dann spröde und hart.
- Die Retrogradation der Stärke setzt ein, wobei die verkleisterte Mehlstärke entquillt; sie geht von einem amorphen in einen kristallinen Zustand über.[2]

Die Alterung von Getreideprodukten wird unter anderem durch Lagerbedingungen wie Temperatur und Luftfeuchtigkeit sowie durch die Rezeptur stark beeinflusst. Die Retrogradation verläuft im Temperaturbereich von −7 °C bis 7 °C dreimal schneller, hingegen zwischen 21 °C und 35 °C um Faktor 4 langsamer. Vollkornprodukte und Produkte mit hohem Roggenanteil oder Sauerteiganteil altern ebenfalls langsamer. Teilweise kann man die Alterung durch Aufbacken rückgängig machen, wobei die Zugabe von Feuchtigkeit die Wirkung verbessert.

## Umgangssprachliche Verwendung
Altbacken ist auch eine umgangssprachliche, abwertende Bezeichnung für „nicht mehr zeitgemäß, unmodisch, altmodisch“.